# 46e parallèle sud
Pour les articles homonymes, voir 46e parallèle.

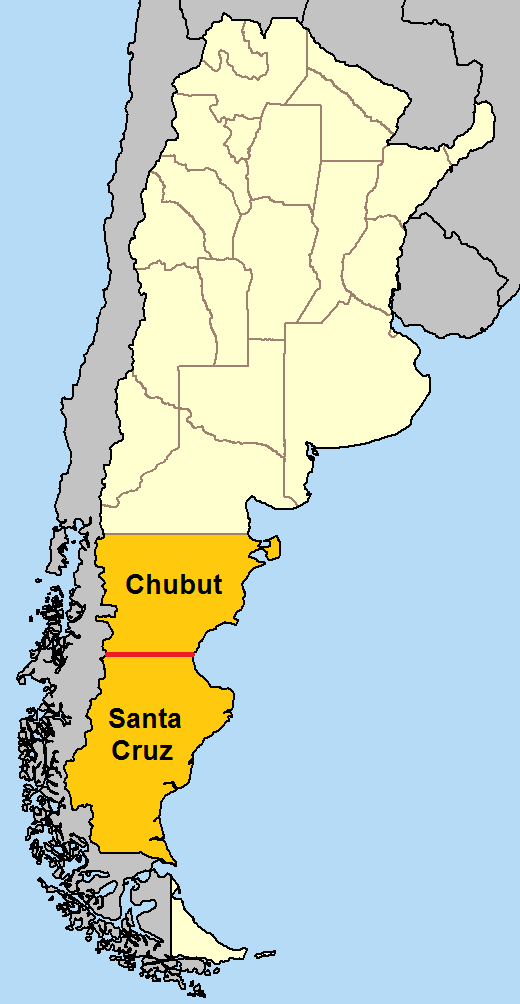
Carte de l'Argentine, la frontière entre les états du Chubut et de Santa Cruz correspond au 46ème parallèle sud.

En géographie, le 46e parallèle sud est le parallèle joignant les points de la surface de la Terre dont la latitude est égale à 46° sud.

## Géographie

### Dimensions
Dans le système géodésique WGS 84, au niveau de 46° de latitude sud, un degré de longitude équivaut à 77,463 km ; la longueur totale du parallèle est de 27 887 km, soit environ 69,5 % de celle de l'équateur. Il est situé à une distance de 5 096 km de l'équateur, et de 4 906 km du pôle Sud,.

### Régions traversées
Le 46e parallèle sud passe au-dessus des océans sur 97 % de sa longueur ; il coupe cependant la pointe sud de l'Amérique du Sud, ainsi que l'île du Sud de la Nouvelle-Zélande.
Le tableau ci-dessous résume les différentes zones traversées par le parallèle, d'ouest en est :
| Zone                                   | Début                 | Fin                   | Longueur (km) |
| -------------------------------------- | --------------------- | --------------------- | ------------- |
| Océans Atlantique, Indien et Pacifique | 46° 00′ S, 67° 35′ O  | 46° 00′ S, 166° 27′ E | 18 129        |
| Nouvelle-Zélande (île du Sud)          | 46° 00′ S, 166° 27′ E | 46° 00′ S, 170° 15′ E | 294           |
| Océan Pacifique                        | 46° 00′ S, 170° 15′ E | 46° 00′ S, 74° 59′ O  | 8 890         |
| Amérique du Sud (Chili et Argentine)   | 46° 00′ S, 74° 59′ O  | 46° 00′ S, 67° 35′ O  | 573           |

### Villes
Les principales villes situées à moins d'un demi-degré de part et d'autre du parallèle sont :
- Nouvelle-Zélande : Dunedin et Invercargill
- Chili : Coyhaique
- Argentine : Comodoro Rivadavia

## Frontière
En Argentine, le 46e parallèle sud définit la frontière entre les provinces de Chubut et Santa Cruz.